# Lithocarpus guinieri
Lithocarpus guinieri är en bokväxtart som beskrevs av Aimée Antoinette Camus. Lithocarpus guinieri ingår i släktet Lithocarpus och familjen bokväxter.
Artens utbredningsområde är Kambodja. Inga underarter finns listade.